# لانتانا محمرة
لانتانا محمرة (الاسم العلمي: Lantana fucata) هي نوع نباتي يتبع جنس اللانتانا من فصيلة اللويزية.